# Prins

Svensk prinskrona.

Prins (franska: prince, av latinets princeps, 'den förnämste') är en icke regerande manlig medlem av ett kungahus, furstehus eller detroniserat furstehus. I romanska länder kan prins även vara en adelstitel. Den kvinnliga motsvarigheten kallas prinsessa.

## Ursprung och användning
Titeln prins, från latinets princeps, med betydelsen "den förnämste" (efter primus), var en hederstitel i antikens Rom för de främsta medborgarna.
Det svenska furste (det senare ett lån från lågtyska vorste, 'den förste') har en motsvarande etymologi men (ofta) en viss skillnad i betydelse. Det franska prince, som även inlånats i engelskan och varav prins är en försvenskning, har en mer vidsträckt betydelse än detta ord, motsvarande de olika betydelserna av ordet furste.
Ordet (av samma stam som principiell) kan mindre formellt användas även som uttryck för en man eller pojke som anses vara förstklassig (”min prins”). Det kan även användas i positiv eller negativ benämning på manspersoner med samhällelig förtur (”prinsarna tar sig fram i sina gräddfiler”).
I svenska språket används kronprins eller (vid kognatisk tronföljd) kronprinsessa som benämning på förste tronföljare.

## I olika länder

### Sverige
I svenska språket har ordet prins använts sedan åtminstone 1607.
| Vänster: Den infödde prins Carl Philip.Höger: Den ingifte prins Daniel.  |  | Vänster: Den infödde prins Carl Philip.Höger: Den ingifte prins Daniel. |
| Vänster: Den infödde prins Carl Philip. Höger: Den ingifte prins Daniel. |  |                                                                         |

Från det att Gustav Vasa införde arvsmonarki har titeln för manliga medlemmar av kungahuset varit "Sveriges Arvfurste". Titeln ändrades 1981 till "Prins av Sverige". För prinsar och prinsessor gäller att de inte kan behålla arvsrätten till kronan om de gifter sig utan regeringens tillåtelse. De får inte heller utan godkännande bli regent i utländsk stat. Flera svenska prinsar har enligt tidigare regler blivit av med titeln efter att ha gift sig med icke-kungliga. Det enda undantaget är prins Oscar som efter sitt giftermål fick titeln "Prins Bernadotte". Om detta trots allt sker förloras arvsrätten till riket – för personen liksom för dess ättlingar. Tidigare gällde i Sverige också som allmänt förbud att en prins inte fick gifta sig med "enskild mans dotter".

### Danmark
I Danmark görs skillnad mellan prinsar af Danmark och prinsar til Danmark. De senare är infödda prinsar med plats i tronföljden, till exempel prins Joachim. De förra är ingifta som till exempel prins Henrik.

## Prins som adlig titel
I Belgien, Frankrike, Italien, Japan, Luxemburg, Portugal, Ryssland, Spanien och Ungern har prinstiteln även förekommit som den högsta adliga (ej kungliga) titeln, i rang över hertig, medan samma titel (då såsom fürst) förekommit i Tyskland och Österrike men då ett rangsteg under hertigtiteln men över greve.. Bland de ätter som bär adelsprinslig titel kan nämnas ryska Jusupov, belgiska de Croy och franska de Lamballe.
På svenska brukar ordet "furste" användas som översättning av båda dessa titlar. Även benämningen adelsprins och adelsprinsessa förekommer.